# رشید سازمند
رشید سازمند (انگلیسی: Rashid Sazmand؛ زادهٔ ۲۴ اکتبر ۱۹۵۱) بازیکن سابق باشگاه فوتبال ملوان بندر انزلی و مدیر کارآفرین اهل ایران است.